# Hội chứng thị giác màn hình

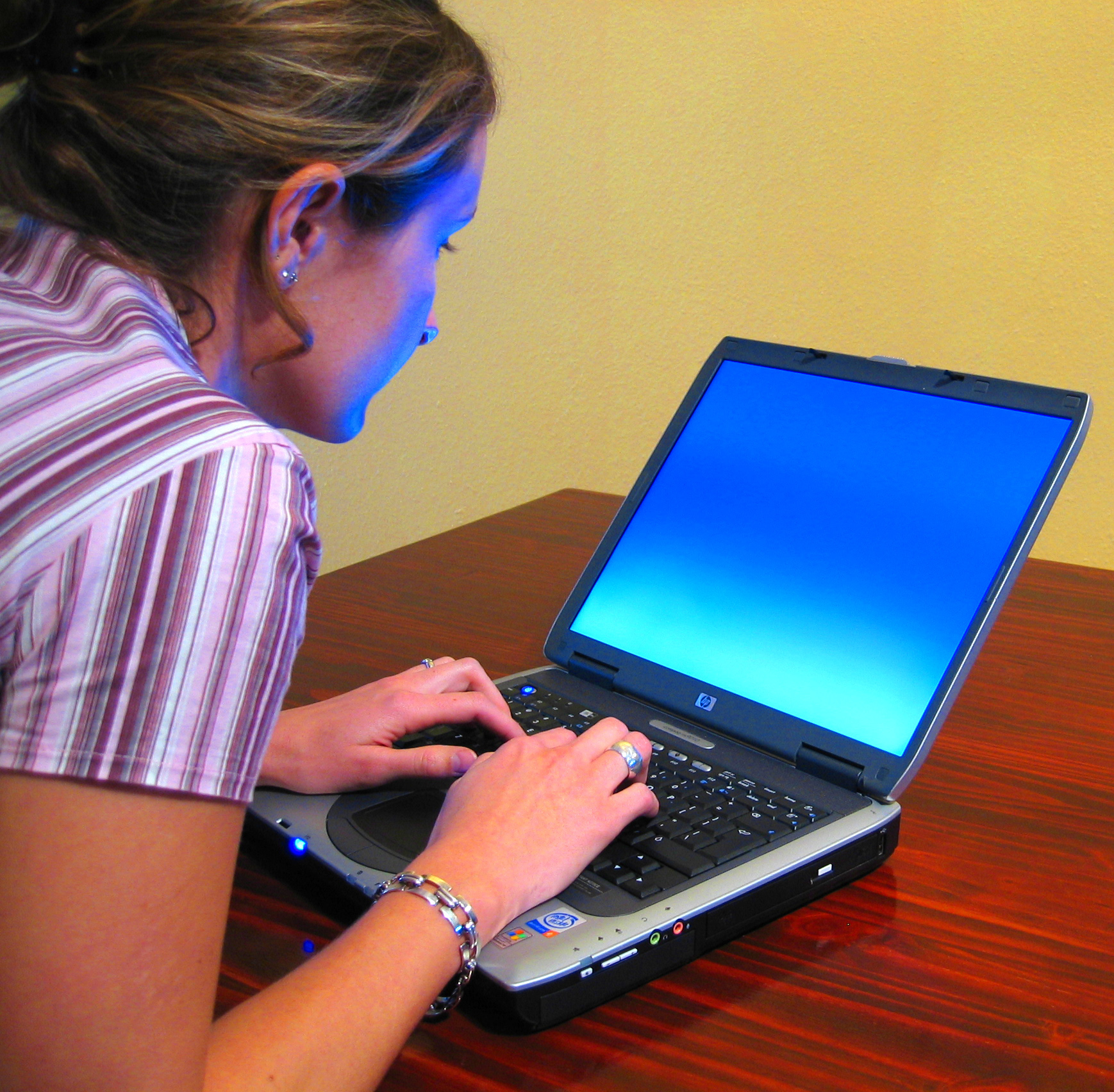
Màn hình ánh sáng xanh dễ gây hội chứng thị giác máy tính

Hội chứng thị giác màn hình hay Hội chứng thị giác máy tính (Computer vision syndrome - CVS) là tình trạng do tập trung mắt vào máy tính hoặc thiết bị hiển thị khác trong thời gian dài, có thời gian nghỉ ngơi dẫn đến cơ mắt không thể phục hồi sau tình trạng căng thẳng liên tục cần thiết để duy trì sự tập trung vào một vật thể ở gần. Một số triệu chứng của CVS bao gồm đau đầu, nhìn mờ, đau cổ, mệt mỏi, mỏi mắt khô mắt, mắt bị kích ứng, nhìn phân đôi, chóng mặt, xây xẩm, hoa mắt, loạn thị và khó tập trung. Các triệu chứng này có thể trầm trọng hơn do điều kiện ánh sáng không phù hợp (tức là quá chói, đèn nền quang phổ xanh mạnh, đèn huỳnh quang, hoặc đèn chiếu sáng trên cao sáng quá chụp xuống) hoặc luồng không khí thổi qua mắt làm khô mắt, khô giác mạc (từ lỗ thông hơi trên cao, luồng không khí trực tiếp từ quạt, từ máy lạnh phả vào). 

## Đại cương
Hội chứng thị giác màn hình thường xảy ra khi người bệnh phải tập trung trước màn hình các thiết bị điện tử như máy tính, điện thoại, tivi trong một thời gian dài (trên 3 giờ/ngày), gây ảnh hưởng tới sự tập trung, chất lượng cuộc sống cũng như chất lượng lao động của người bệnh và thuộc nhóm bệnh văn phòng. Nhưng đây chỉ là tình trạng tạm thời, không nguy hiểm và có thể dễ dàng khắc phục nếu người bệnh có thói quen sử dụng mắt khoa học. Các triệu chứng của bệnh yếu mắt (mỏi mắt) ở mắt là nguyên nhân chính gây ra phần lớn mức độ nghiêm trọng của CVS. Nên nghỉ ngơi hợp lý cho mắt và các cơ của mắt để làm giảm mỏi mắt. Các quan sát từ những người bị mỏi mắt mãn tính cho thấy hầu hết những người cho rằng mình ngủ đủ giấc thực ra không phải vậy. Điều này khiến họ không biết rằng mỏi mắt tích tụ theo thời gian, trong khi nếu họ ngủ liên tục bảy đến tám tiếng, các cơ mắt của họ sẽ phục hồi trong khi ngủ. Những người làm việc với máy tính thường được khuyên nên nghỉ giải lao và nhìn vào các vật ở xa.
Khu vực làm việc, học tập cần được bố trí hợp lý, có mức độ sáng phù hợp, có thể sử dụng đèn với ánh sáng vàng để có cảm giác dịu mắt hơn. Một cách thường được khuyến khích là thỉnh thoảng chớp mắt và nhìn ra cửa sổ để ngắm một vật thể ở xa hoặc nhìn lên bầu trời, làm như vậy sẽ giúp các cơ mi được nghỉ ngơi. Việc chớp mắt thường xuyên khi làm việc với máy tính, giúp cấp ẩm cho mắt, tránh tình trạng khô mỏi và kích ứng. Một trong những câu cửa miệng là "quy tắc 20–20–20": cứ mỗi 20 phút, hãy tập trung mắt vào một vật cách xa 20 feet (6 mét) trong 20 giây sẽ giữ khoảng cách và khung thời gian thuận tiện để một người làm theo lời khuyên từ bác sĩ khám mắt và bác sĩ nhãn khoa. Cứ sau mỗi 20 phút làm việc với máy tính, hãy nghỉ ngơi trong 20 giây, nhìn ra xa 20 feet (6m) để mắt được thư giãn. Nếu cần thiết, người bệnh có thể đặt hẹn giờ làm lời nhắc. Đồng thời, người bệnh cũng có thể đứng dậy vươn vai, đi bộ, nhìn ra bên ngoài sau vài giờ làm việc căng thẳng. Khô mắt là một triệu chứng được nhắm mục tiêu trong liệu pháp CVS. Việc sử dụng các dung dịch nước mắt nhân tạo không kê đơn có thể làm giảm tác động của khô mắt trong CVS. Trước khi sử dụng các dung dịch nước mắt nhân tạo, cần phải kiểm tra xem khô mắt có phải là nguyên nhân thực sự gây ra vấn đề hay không (được đo bằng xét nghiệm meniscus nước mắt). 